# Райнау (Цюрих)
Райнау (нім. Rheinau ZH) — місто  в Швейцарії в кантоні Цюрих, округ Андельфінген.

## Географія
Місто розташоване на відстані близько 120 км на північний схід від Берна, 31 км на північ від Цюриха.
Райнау має площу 8,9 км², з яких на 11,6% дозволяється будівництво (житлове та будівництво доріг), 26,2% використовуються в сільськогосподарських цілях, 54,9% зайнято лісами, 7,3% не є продуктивними (річки, льодовики або гори).

## Демографія
2019 року в місті мешкало 1316 осіб (+1,1% порівняно з 2010 роком), іноземців було 19,7%. Густота населення становила 147 осіб/км².
За віковим діапазоном населення розподілялося таким чином: 17,9% — особи молодші 20 років, 61,6% — особи у віці 20—64 років, 20,6% — особи у віці 65 років та старші. Було 588 помешкань (у середньому 2,2 особи в помешканні).
Із загальної кількості 694 працюючих 15 було зайнятих в первинному секторі, 50 — в обробній промисловості, 629 — в галузі послуг.